# Буш, Валентин
Валенти́н Буш (фр. Valentin Bousch, ок. 1490, Страсбург — август 1541) — ренессансный художник и мастер витражного дела, работавший в герцогстве Лотарингия и княжестве-епископстве Мец.

## Творчество
В каждом новом витраже Валентин Буш использовал новаторские приёмы, что отличало его от других, современных ему мастеров витражного дела, использовавших старые методы. Путём экспериментов Буш добился ярко выраженных эффектов, отличающих стиль ренессанса от прежних стилей в искусстве. Витражи Буша стали узнаваемы.
Самое раннее упоминание о работе Буша в базилике города Сен-Никола-де-Пор около Нанси датируется 1514 годом. С этого момента ведётся отсчёт его творческой активности. Художник проработал в Сен-Никола-де-Пор до 1520 года, построил там крупную витражную мастерскую, в которой было изготовлено большое количество окон для базилики Святого Николая.
В 1518 Валентин Буш создал витражные окна для церкви Сен-Горгон монастыря Варанжевиль по заказу Епископа Меца, Жана IV Лотарингского. Эти витражи исчезли во время Первой мировой войны.
25 сентября 1518 года Валентин Буш официально был назначен главным витражным мастером собора Меца, где основная часть работы была им выполнена в 1520—1528 и 1534—1539 годах. Это было большинство витражей хора и южного трансепта.
В промежутке между этим художник выполнил ряд витражных окон с циклом библейских сцен для хоров церкви бенедиктинского монастыря святого Фирмина во Флавиньи-сюр-Мозель в Лотарингии. Семь окон представляли собой повествование на тему «Скрижалей Завета». Главный витраж изображал сцену «Моисей дарует Скрижали Завета». Вместе с окном на тему «Всемирный потоп» и рядом мелких деталей, они находятся сейчас в экспозиции музея Метрополитен в Нью-Йорке. Витражи были выполнены по заказу настоятеля Уори де Люси. Буш отвергал традиционное разделение на фрагменты и представлял каждую композицию как огромное расписное или выгравированное ретабло в оправе архитектурной рамы «тромплей». Блестящие оттенки цветного стекла сочетались с гризайлем и серебряной протравкой на прозрачном стекле. Все элементы были виртуозно вырезаны.

## Галерея витражей Валентина Буша
- «Моисей дарует Скрижали Завета». 1532. Музей Метрополитен
- «Всемирный потоп». 1531. Музей Метрополитен
- «Пророк Исайя». 1530. Музей Метрополитен
- Окно-роза базилики Святого Николая в Сен-Никола-де-Пор
- Витраж с гербом Анжу, Сен-Никола-де-Пор
- Витраж с гербом Лотарингии, Сен-Никола-де-Пор